# エマニュエル・ル・ロワ・ラデュリ
エマニュエル・ル・ロワ・ラデュリ（仏: Emmanuel Le Roy Ladurie, フランス語発音: [emanɥɛl bɛʁnaʁ lə ʁwa ladyʁi]、1929年7月19日 - 2023年11月22日）は、現代フランスの歴史家。アナール派第3世代の代表的な歴史学者のひとりである。

## 経歴
出生から修学期
1929年、北フランスバス＝ノルマンディー地域圏オルヌ県のコミューンドンフロン（Domfront）で生まれた。リセの名門校であるパリのアンリ4世校（Lycée Henri-IV）を卒業後、パリ高等師範学校に進んで歴史学を学んだ。
歴史学研究者として
1955年、南フランスのモンペリエ大学に赴任し、近世および近代フランス史の研究にたずさわった。1973年にはコレージュ・ド・フランスに迎えられ、その教授となった。フランス学士院の会員に選出された。日本との関係では、1983年11月に初来日した。
2023年11月22日に死去。94歳没。

## 著作（邦訳のみ）
- 『モンタイユー：ピレネーの村』上下、井上幸治・渡辺昌美・波木居純一訳、刀水書房：刀水歴史全書 1991、新版2021
- 『ジャスミンの魔女：南フランスの女性と呪術』杉山光信訳、新評論 1985、新版1997[4]
- 『ラングドックの歴史』和田愛子訳、白水社：文庫クセジュ 1994[5]
- 『気候の歴史』稲垣文雄訳、藤原書店、2000年6月
- 『新しい歴史　歴史人類学への道』樺山紘一・木下賢一・相良匡俊・中原嘉子・福井憲彦訳、新評論 1980
  - 再訂版 藤原書店 1991、軽装版 2002[6]
- 『南仏ロマンの謝肉祭 カルナヴァル　叛乱の想像力』蔵持不三也訳、新評論 2002
- 『気候と人間の歴史・入門 中世から現代まで』稲垣文雄訳、藤原書店 2009[7]
- 『気候と人間の歴史』全3巻、稲垣文雄訳、藤原書店 2019-刊行中

共編著
- 『図説 天才の子供時代：歴史のなかの神童たち』ミシェル・サカン共著、二宮敬監訳、新曜社 1998
- 『「アナール」とは何か：進化しつづける「アナール」の100年』イザベル・フランドロワ編、尾河直哉訳、藤原書店 2003[8]
- 『叢書「アナール 1929-2010」：歴史の対象と方法』全5巻、藤原書店 2013-2017
アンドレ・ビュルギエール（フランス語版）と共同監修、浜名優美監訳、尾玉剛士・石川学ほか訳、